# Dolní Hořice (tvrz)
Dolní Hořice jsou zaniklá tvrz ve stejnojmenné vsi v okrese Tábor v Jihočeském kraji. Dochovalo se z ní památkově chráněné tvrziště. tvrziště.

## Historie
Tvrz založil patrně Mikuláš ze Zvěřince někdy v letech 1396–1403. První nepřímá písemná zmínka o ní pochází z roku 1403, kdy Mikuláš používal přídomek z Hořic. Mikuláš vesnici vlastnil do poloviny patnáctého století. Další majitelé tvrze jsou neznámí, ale snad už v devadesátých letech patnáctého století vesnici získali Smrčkové z Mnichu, kteří ji připojili k Radenínu. Samostatným statkem se Hořice staly po smrti Petra Smrčky z Mnichu, když se jeho tři synové podělili o dědictví. Horní a Dolní Hořice s tvrzí a dalšími platy připadly Janu Smrčkovi z Mnichu, ale tvrz byla v té době (roku 1528) označena jako pustá. Opuštěna byla nejspíše během doby, kdy vesnice patřila k Radenínu, a vrchnostenské sídlo v ní nebylo potřebné. Později byla nahrazena mladším panským sídlem v poplužním dvoře. Z tvrze se dochovalo výstavbou rekreační chaty poškozené tvrziště.